# Dasybasis bruchii
Dasybasis bruchii är en tvåvingeart som först beskrevs av Juan Brèthes 1910.  Dasybasis bruchii ingår i släktet Dasybasis och familjen bromsar. Inga underarter finns listade i Catalogue of Life.